# Метрополітен Анкари
Метрополітен Анкари (тур. Ankara Metrosu) — мережа метро, що обслуговує місто Анкара, Туреччина. Перша лінія Анкарай введена в дію у 1996 році. На 2017 рік складається з п'яти ліній — M1, M2, M3, M4 та Анкарай.
З 1997 по лютий 2014 року, було споруджено пересадку з лінії M1 на Анкарай, який був розташований на майдані Кизилай. Відкрита 14 лютого 2014 лінія M3 має пересадку на лінію M1. У березні 2014 року, була введена в експлуатацію лінія М2, що з'єднує майдан Кизилай з  південно - західним передмістям Чаййолу. Нарешті відкрита навесні 2017 року, лінія M4, з'єднує західний центр міста з північними околицями - Кечіорен

## Історія
Першою лінією відкритою в Анкарі була лінія легкого метро Ankaray (укр. Залізниця Анкари). Цю лінію будувала компанія Siemens в 1992-1996 роках. Вона відкрилась 20 серпня 1996. Лінія має довжину 8.53 км, з яких 6.63 км знаходяться під землею та має 11 станцій.
Перша повноцінна лінія метро Batıkent Metrosu відкрилась 29 грудня 1997. Лінія Koru Metrosu відкрилась 12 лютого 2014. Лінія Törekent Metrosu відкрилася 13 березня 2014 та є продовженням лінії Batıkent Metrosu.

## Лінії
| Лінія    | Що сполучає                                                                                               | Рік відкриття | Довжина                                                 | Станції               |
| -------- | --- | ------------- | ------------------------------------------------------- | --------------------- |
| Анкарай  | Дікімеві ↔ AŞTİ (Центральний автовокзал Анкари) Dikimevi ↔ AŞTİ (Ankara Şehirlerarası Terminal İşletmesi) | 1996          | 8.53 км                                                 | 11                    |
| M1       | Кизилай ↔ Батикент Kızılay ↔ Batıkent                                                                     | 1997          | 14.66 км                                                | 12                    |
| M2       | Кизилай ↔ Кору Kızılay ↔ Koru                                                                             | 2014          | 16.59 км                                                | 11                    |
| M3       | Батикент ↔ Тьорекент Batıkent ↔ Törekent                                                                  | 2014          | 15.36 км                                                | 11                    |
| M4       | Культурний центр Ататюрк ↔ Газіно Atatürk Kültür Merkezi ↔ Gazino                                         | 2017          | 10,6 км (6,6 миля) (+ 1,4 км (0,87 миля) споруджуються) | 9 (+ 2 споруджується) |
| Загалом: | Загалом:                                                                                                  | Загалом:      | 65,74 км (40,85 миля)                                   | 54                    |

### Анкарай
| Лінія A (Анкарай)              | Лінія A (Анкарай)                             |
| ------------------------------ | --------------------------------------------- |
| Відкриття                      | 30 серпня 1996                                |
| Кількість станцій              | 11, з яких підземні 10                        |
| Довжина станцій                | 90 m                                          |
| Середня відстань між станціями | 790 m                                         |
| Загальна довжина лінії         | 8,5 km                                        |
| Час в дорозі (повна лінія)     | 13 хвилин                                     |
| Середня швидкість              | 30,38 km/h                                    |
| Максимальна швидкість          | 80 km/h                                       |
| Джерело живлення               | бокова контактна рейка                        |
| Колір позначення лінії         | Зелений                                       |
| Доступ                         | Сходи, Пандуси, ескалатори , ліфти; Турнікети |

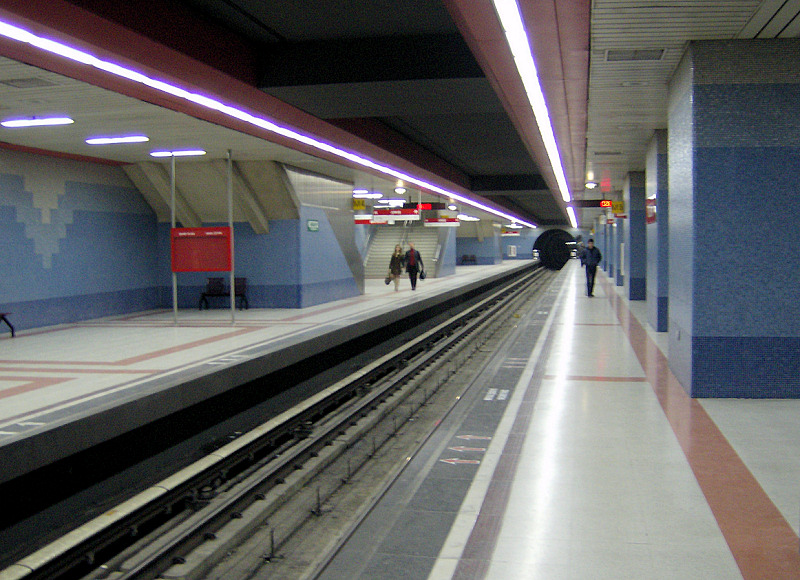
Станція Кизилай

Лінія Анкарай з'єднує центральний автовокзал Анкари (Ankara Şehirlerarası Terminal İşletmesi) зі східним районом столиці Дікімеві. Лінія складається з одинадцяти станцій. Під майданом Кизилай розташована пересадка на лінію метро M1 .
Лінія Анкарай повністю відокремлена від інших ліній транспортної інфраструктури. Станція Емек знаходиться над землею, але побудована за нормами метрополітену. Решта лінії знаходиться під землею Живлення подається через бокову контактну рейку. Пасажирообіг до 25000 пасажирів/щогодини в кожному напрямку.

### Лінія M1
| Лінія M1 (Метро 1)             | Лінія M1 (Метро 1)                   |
| ------------------------------ | ------------------------------------ |
| Відкриття                      | 28 грудня 1997                       |
| Кількість станцій              | 12, з яких підземні 10               |
| Довжина станцій                | 140 m                                |
| Середня відстань між станціями | 1.200 m                              |
| Загальна довжина лінії         | 14,6 km                              |
| Час в дорозі (повна лінія)     | 22 хвилин                            |
| Середня швидкість              | 38 km/h                              |
| Максимальна швидкість          | 80 km/h                              |
| Джерело живлення               | бокова контактна рейка               |
| Колір позначення лінії         | Червоний                             |
| Доступ                         | Сходи, ескалатори , ліфти; турнікети |

Лінія M1 прямує від центрального майдану Кизилай до району на північному заході міста Батикент. Лінія завдовжки 14,6 км і має 12 станцій, з них 6.5 км прямують в тунелі та 3,2 км, естакадою, решта 4.9 км наземна, прямує у виїмці.
На лінії працює до 36 вагонів. Пасажирообіг до 70000 пасажирів/щогодини в кожному напрямку.

### Лінія M2
‎
| Лінія M2 (Метро 2)             | Лінія M2 (Метро 2)                   |
| ------------------------------ | ------------------------------------ |
| Відкриття                      | 13 березня 2014                      |
| Кількість станцій              | 12, всі підземні                     |
| Довжина станцій                | 140 m                                |
| Середня відстань між станціями | 1.500 m                              |
| Загальна довжина лінії         | 16,5 km                              |
| Час в дорозі (повна лінія)     | -                                    |
| Середня швидкість              | -                                    |
| Максимальна швидкість          | 80 km/h                              |
| Джерело живлення               | бокова контактна рейка               |
| Колір позначення лінії         | Жовтий                               |
| Доступ                         | Сходи, ескалатори , ліфти; турнікети |

Лінія M2 або Метро Чаййолу (Cayyolu Metrosu), назва по найзахіднішій станції лінії, прямує від центрального майдану міста Кизилай, під великими бульварами - Ісмет Іньоню та Думлупинар, спочатку на захід, а потім на південний захід до міста Чаййолу. Лінія завдовжки 16,5 км, має одинадцять станцій. Середня відстань між станціями складає 1,5 км. Пересадка на лінії М1 та Анкарай на станції Кизилай, та планується, по продовженню лінії Анкарай, пересадка на станції Сьойютьозю

### Лінія M3
```
‎
```

| Лінія M3 (Метро 3)             | Лінія M3 (Метро 3)                  |
| ------------------------------ | ----------------------------------- |
| Відкриття                      | 12 лютого 2014                      |
| Кількість станцій              | 12, з них 5 підземних               |
| Довжина станцій                | 140 m                               |
| Середня відстань між станціями | 1.500 m                             |
| Загальна довжина лінії         | 15,3 km                             |
| Час в дорозі (повна лінія)     | -                                   |
| Середня швидкість              | -                                   |
| Максимальна швидкість          | 80 km/h                             |
| Джерело живлення               | бокова контактна рейка              |
| Колір лінії                    | Світло-синій                        |
| Доступ                         | Сходи, ескалатори, ліфти; турнікети |

Лінія М3 або Метро Сінджан (Sincan Metrosu) - назва від найпівнічнішої станції, розпочинається від станції M1 Батикент у північно-західному напрямку. Далі лінія прямує на північ від бульвару Аяш Йолу (Ayaş Yolu). Лінія має завдовжки 15,3 км та 12 станцій, з них 2,6 км під землею і 5,39 км по естакаді, решта лінії прямує виокремлюваною лінією на рівні землі. Середня відстань між станціями складає 1,5 км. Відкриття лінії M3 - 12 лютого 2014 р Проект будівництва був реалізований іспанською компанією Comsa Emte у співпраці з турецькою компанією Açilim Insaat.

### Лінія M4
‎
| Лінія M4 (Метро 4)             | Лінія M4 (Метро 4)                  |
| ------------------------------ | ----------------------------------- |
| Відкриття                      | 5 січня 2017                        |
| Кількість станцій              | 9 (11 плановано), всі підземні      |
| Довжина станцій                | 140 m                               |
| Середня відстань між станціями | 1.070 m                             |
| Загальна довжина лінії         | 10,5 km                             |
| Час в дорозі (повна лінія)     | 17 min                              |
| Середня швидкість              | -                                   |
| Максимальна швидкість          | 80 km/h                             |
| Джерело живлення               | бокова контактна рейка              |
| Колір лінії                    | Світло-синій                        |
| Доступ                         | Сходи, ескалатори, ліфти; турнікети |

Лінія M4 або Метро Кечіорен (Keçiören Metrosu) завдовжки 10,5 км. Лінія була відкрита 5 січня 2017. Проектовано подовження лінії до майдану Кизилай.. Лінія прямує від Культурного Центру Ататюрка на захід під бульварами Казим Карабекир Джаддесі та Фатіх Джаддесі і далі на північ на Дутлук. Звідси, вона відхиляється на захід до кінцевої зупинки Шехітлер, районі Кечіорен.  На 2017 рік, час в дорозі 17 хвилин, на лінії запроектовані 90-секундні інтервали

## Рухомий склад
Анкарай обслуговує 11 тривагонні потяги Siemens-Adtranz-Ansaldobreda. На решті ліній працюють шестивагонні потяги H-series Bombardier Transportation.